# Aftonland (roman)
Aftonland är en roman av Therese Bohman, utgiven på Norstedts 2016.
För romanen nominerades Bohman till Sveriges Radios Romanpris och Augustpriset för årets skönlitterära bok.

## Handling
Romanen kretsar kring Karolina Andersson, som är professor i konstvetenskap vid Stockholms universitet. Hon har nyligen separerat från sin partner och lever i ett passivt tillstånd där hon söker efter mening. Snart får hon en ny ung, manlig doktorand som påstår sig ha upptäckt ett ännu okänt konstnärskap som kommer att utöva ett stort inflytande på den svenska konsthistorieskrivningen. Det är upptakten till en historia som också inbegriper frågor om klass, kärlek och ensamhet.

## Mottagande
Romanen blev mycket väl mottagen av kritikerna.
För Expressen skrev Åsa Linderborg att "Therese Bohman är en mästare på att skildra relationer, även när de aldrig blir något [...] Alla tecknas mer pregnant än ingående, vilket är Bohmans absoluta styrka. Med bara några meningar kan hon ringa in en människa och genomlysa en situation". Linderborg skrev vidare att "Med tre titlar har man ett författarskap. Therese Bohman har nu skrivit sig fram till en position som ger löfte om stor litteratur.
I Aftonbladet drog Barbro Westling paralleller till Hjalmar Söderbergs författarskap: "Den särskilda sent-på-jorden-stämningen kring huvudpersonen Karolina Andersson framträder ju så osökt raffinerat i samspelet med ett nutida Stockholm. Ett slags värdekonservatism och samtidigt ett öppet och fördomsfritt sinne."
Maria Schottenius skrev å sin sida för Dagens Nyheter att "Bohmans romaner kan se lite väl lättsmälta och friktionslösa ut, men de är intelligentare än vad man kanske kan tro. Och mer underhållande."

## Priser och utmärkelser
För Aftonland blev Therese Bohman nominerad till Sveriges Radios Romanpris och Augustpriset 2016, med motiveringen: "Det skymmer över Stockholm och är sent på Frescati. Karolina är en nyseparerad konstprofessor som handleder en student med en sensationell infallsvinkel på en kvinnlig symbolist. Hon använder sex, vin och dekadent konst för att förflytta sig från den samtid hon vantrivs i. Hennes klassresa har förstärkt hennes ensamhet. Återstår bara hämndens ljuvhet. Therese Bohman har skrivit en skarpsynt idéroman, delikat och skenbart lättsmält."